# تپه کندی کیله ۱
تپه کندی کیله ۱ مربوط به دوران پیش از تاریخ ایران باستان تا دوران‌های تاریخی پس از اسلام است و در شهرستان کنگاور، روستای کندی کیله واقع شده و این اثر در تاریخ ۱۰ دی ۱۳۸۱ با شمارهٔ ثبت ۷۰۰۴ به‌عنوان یکی از آثار ملی ایران به ثبت رسیده است.